# Affaire Hédreul
L’affaire Hédreul est une affaire de droit médical jugée par la première chambre civile de la Cour de cassation le 25 février 1997 (n°94-19.685), qui renverse l'obligation de la preuve d'information, considérant que c'est au médecin de prouver qu'il a informé le patient des risques d'un traitement, et non au patient de prouver qu'il n'en a pas été informé. 

## Histoire
Pratiquant une coloscopie dans la perspective de l’ablation d’un polype, un médecin avait causé une perforation de l’intestin qui avait été bien prise en charge mais laissait toutefois des séquelles. Or, le médecin n’avait pas informé le patient de ce risque, connu, de perforation. Pour autant, le patient qui connaissait des antécédents médicaux familiaux, avait insisté pour des examens complets et la coloscopie était indispensable. Aussi, la Cour de cassation avait jugé que, informé du risque de perforation, le patient n’aurait pas refusé l’examen, de sorte que la faute n’avait pas causé de préjudice. Ainsi, si le défaut d’information n’a pas modifié le consentement à des soins nécessaires, la responsabilité ne peut être engagée que si le patient prouve l’existence d’un préjudice spécifique.
Selon la Cour du Cassation, la preuve du défaut d'information n'incombe pas au patient, c'est bien au praticien de montrer par tout moyen qu'il a apporté l'information nécessaire à un consentement libre et éclairé. 

## Conséquences de l'affaire
Désormais, c'est au médecin d'apporter la preuve de l'information. Ce principe a été repris dans la loi du 4 mars 2002 (dite loi Kouchner).